# Last Christmas (film)
Last Christmas är en romantisk komedi-film som är regisserad av Paul Feig och med manus skrivet av Bryony Kimmings och Emma Thompson. Filmen hade premiär i Sverige den 13 november 2019.

## Handling
Kate bor i London där hon jobbar som utklädd tomtenisse i en året runt-öppen julaffär. Hon träffar en dag Tom som hon tycker verkar vara för bra för att vara sann. Trots att London är en vacker stad under julen, verkar inte det fungera mellan dessa två.

## Rollista (i urval)
| - Emilia Clarke – Kate - Henry Golding – Tom - Emma Thompson – Petra - Michelle Yeoh – Santa - Boris Isakovic – Ivan - Lydia Leonard – Marta - Maxim Baldry – Ed | - Fabien Frankel – Fabien - Margaret Clunie – Sarah - John-Luke Roberts – Klaus, den tyska clownen - Bilal Zafar – Oscar - Patti LuPone – Joyce - Madison Ingoldsby – Kate som ung - Lucy Miller – Marta som ung |